# Камен Воденичаров
Камен Борисов Воденичаров (роден на 13 май 1966 г.) е български актьор, певец, телевизионен водещ, режисьор, сценарист, комик и продуцент.

## Биография
Родът на Воденичаров по майчина линия е от Кюстендил, а по бащина – от Ловеч. Дядо му по бащина линия е имал воденица, откъдето и произлиза фамилията Воденичаров.
Участва в създаването на „Независимите български студентски дружества“ и тяхната Федерация в периода 1989 – 1990 г. През 1990 г. завършва актьорско майсторство за куклен театър във ВИТИЗ в класа на проф. Николина Георгиева.
Камен Воденичаров е един от създателите на Студентска програма „Ку-Ку“ (1990) и предаването „Каналето“ (1995) заедно с Тончо Токмакчиев и Слави Трифонов. През 1995 г. създава и „Kамен Во студио“, което е съпродуцент на „Каналето“.
През 1998 г. поема ръководството на музикалния канал ММ, който съществува до 2010 г. Той е водещ на първи сезон на риалити шоуто „Сървайвър БГ“. От месец октомври 2010 г. до 2011 г. е водещ на шоуто на БНТ „В неделя с...“. От 2007 до 2018 г. участва в предаването „Шоуто на Канала“, на което е сценарист и режисьор.
От 6 ноември 2019 г. е водещ на шоуто „Вечерта на Ку-Ку бенд“ по 7/8 ТВ, от 7 ноември – на „Вечерта на...“ по същата телевизия, а от 9 септември 2024 г. – на куиз шоуто „Последният печели“ по БНТ 1.

## Кариера на озвучаващ актьор
Понякога Воденичаров участва в нахсинхронните дублажи на анимационни филми. Кариерата си в озвучаването започва през 2000 г. с ролята на Стюарт Литъл, озвучен в оригинал от Майкъл Джей Фокс, в „Стюарт Литъл“ и „Стюарт Литъл 2“.
Той дублира Лем в „Планета 51“, Алфред Пениуърт в „Лего Батман: Филмът“ и Леля Лидия в „Хотел Трансилвания: Сериалът“. Измежду другите филми, в които взима участие, са „Playmobil: Филмът“ и „Клара“.

## Участие във филма „Цената на властта“ (2023)
През 2023 г. Камен Воденичаров изиграва ключова роля в българския политически трилър „Цената на властта“, режисиран от Исидор Карадимов. Във филма той се превъплъщава в образа на Горан – дългогодишен охранител и доверено лице на покойния политик Ангелов. Горан е човек от старата школа, лоялен и мълчалив, с минало в службите, който усеща нарастващото напрежение в политическите среди.
След смъртта на Ангелов, Горан започва да подозира, че новият лидер Марко е замесен в заговор за овладяване на властта. Въпреки опасността, той се опитва да предупреди адвоката Ник и да го насочи към истината. Ролята на Горан придава на филма морална ос, показвайки сблъсъка между лоялността към старите принципи и новата безпощадна политическа реалност.
Камен Воденичаров е похвален за сдържаното, но въздействащо актьорско изпълнение, което внася дълбочина и човешко измерение в атмосферата на интриги и корупция.

## Личен живот
Воденичаров е бисексуален.
Баща му е Борис Воденичаров (1935 – 20 юли 2023) музикантът, композиторът, телевизионерът, един от основателите на редакция „народно творчество“ в БНТ.

## Филмография
- „Испанска муха“ (1998) – сержант Киро
- „105 минути София“ (сценарист и режисьор) (2018)[12]